# Электросамолёт

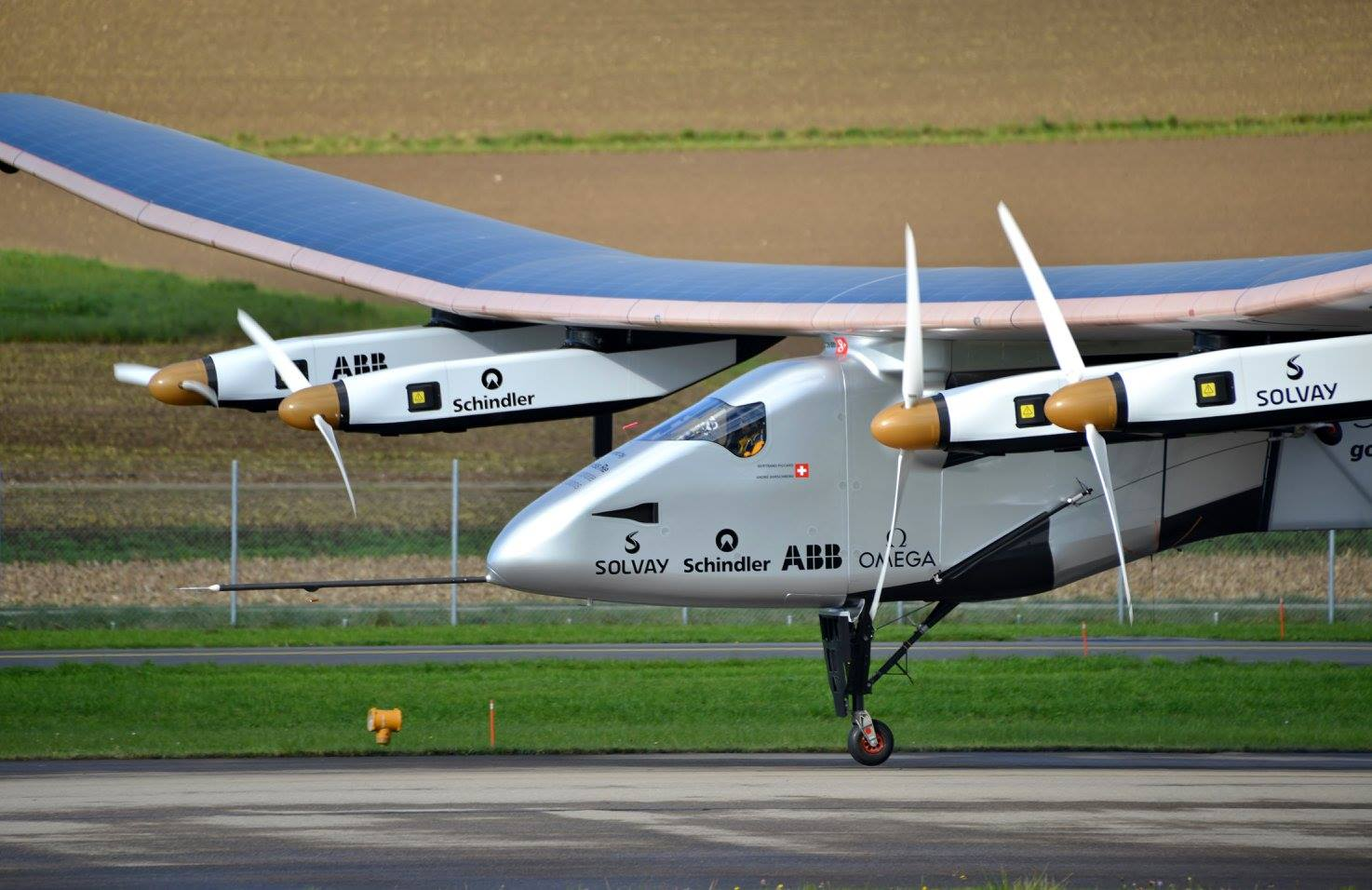
Швейцарский электросамолёт «Solar Impulse 2» на солнечных батареях. В 2015—2016 годах облетел вокруг света (с промежуточными остановками).

Электросамолёт — самолёт, приводимый в движение электрическим двигателем, питающимся от топливных элементов, фотоэлементов, суперконденсаторов, батарей, беспроводным путём или от электрогенератора, приводимого в действие газотурбинным двигателем (турбоэлектролет).
В настоящее время электрические самолёты представлены преимущественно экспериментальными моделями, в число которых входят как пилотируемые, так и беспилотные аппараты. Первый официальный запуск был в 1957 году, а распространение электрических авиамоделей началось с  1970-х годов. Первый полёт с человеком на борту на электрическом самолёте осуществлён в 1973 году, время полёта составило 14 минут.
Основной проблемой для создания электросамолёта является то, что энергетическая ёмкость литий-ионных батарей более чем в десять раз меньше энергетической ёмкости керосинового топлива. Второй проблемой является то, что масса такого самолёта постоянна в процессе полёта, в отличие от самолётов, использующих топливо, по мере выработки которого снижается потребная подъёмная сила, что позволяет лететь в более экономичных режимах: на большей высоте или с меньшими углами атаки.

## История

### Ранняя история

Дирижабль La France с электрическим двигателем, 1883

Электрические двигатели на воздушных судах применялись ещё в XIX веке. 8 октября 1883 года французский воздухоплаватель Гастон Тиссандье совершил первый полёт на дирижабле La France с использованием электрического двигателя Вернера фон Сименса, питавшегося от 435-килограммовой батареи. В следующем году Шарль Ренар совместно с Артуром Кребсом совершили полёт на дирижабле с более мощным двигателем.

### Авиамодели
Запуски электрических авиамоделей с неподвижным крылом осуществляются с 1957 года, однако имеются неподтверждённые сведения о запуске в 1909 году. Электрические модели уступали в скорости моделям, летающим на жидком топливе, и были дороже. Главным недостатком было отсутствие ёмких аккумуляторов, в связи с чем широкое распространение электромодели получили лишь в начале 1990-х.
1964 год. Американский инженер Уильям Браун продемонстрировал журналисту CBS News Уолтеру Кронкайту модель вертолёта, получающую необходимую для полёта энергию от микроволнового излучения.
1979 год. Советский инженер-конструктор Олег Константинович Антонов задумал и изобразил модель одноместного электросамолёта.

### Первые пилотируемые полёты

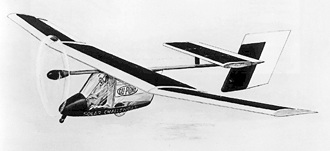
Solar Challenger совершил перелёт через Ла-Манш 1981 году

В 1973 году Фред Милишки и Хейно Брдишка на базе австрийского моторного планера Brditschka HB-3 создали вариант Militky MB-E1 с электрическим двигателем. Хейно Брдишка в том же году совершил полёт на нём продолжительностью 14 минут. Таким образом, модель Militky MB-E1 стала первым пилотируемым электрическим летательным аппаратом, поднявшим человека в воздух.
29 апреля 1979 года в городе Риверсайде (штат Калифорния), 35-минутный полёт с человеком на борту совершил самолёт Mauro Solar Riser, оснащённый электромотором мощностью 3,5 л. с. и 30-вольтным никель-кадмиевым аккумулятором, снятым с вертолёта Hughes 500. На крыльях самолёта хоть и располагались солнечные фотоэлементы, однако возможность подзаряжаться во время полёта отсутствовала. Инициатором создания выступил Ларри Мауро. Однако дальше испытаний дело так и не зашло.
7 июля 1981 года через пролив Ла-Манш совершил перелёт Solar Challenger. Время полёта составило 5 часов 23 минуты.

### 1980—1990 годы

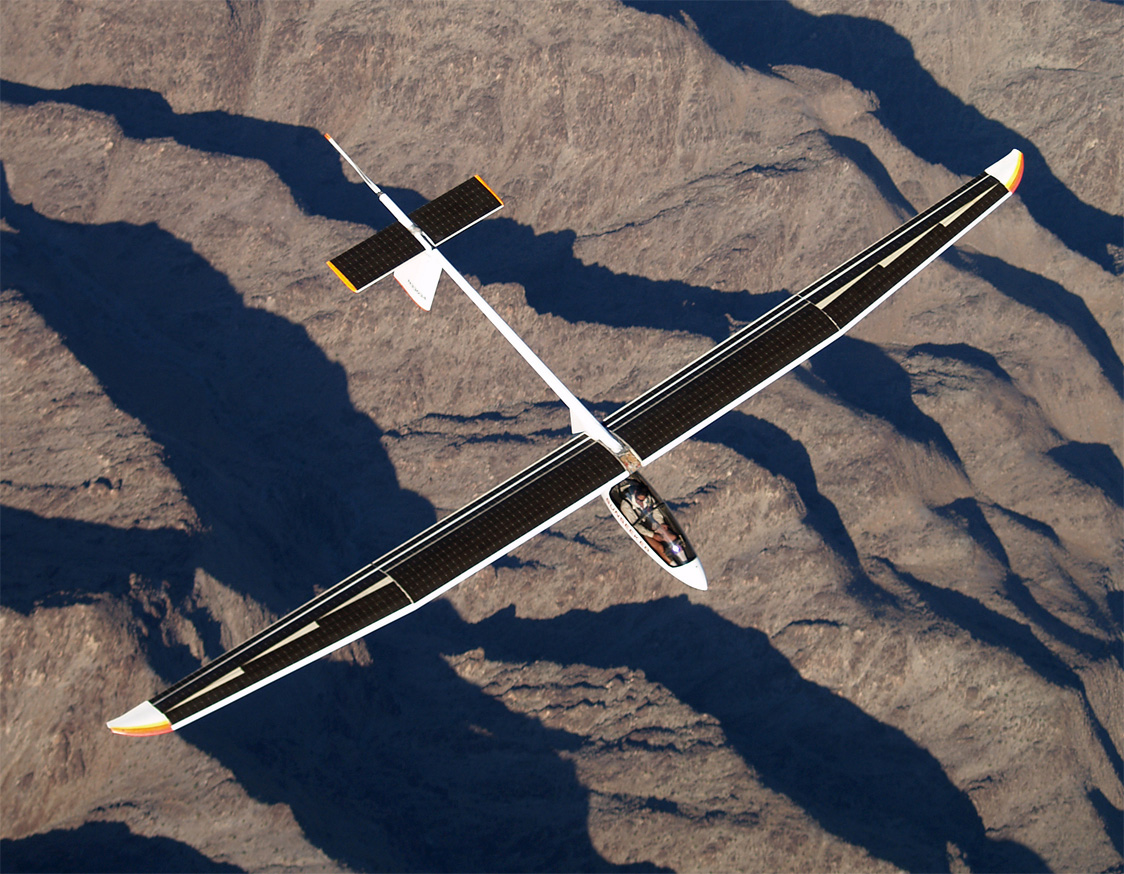
Sunseeker I пересёк США в 1990 году

С 1983 по 2003 годы агентство NASA финансировало создание самолётов Pathfinder и его модификаций Pathfinder Plus, Centurion и Helios в рамках экологических исследований. Последнему из них принадлежит рекорд по высоте подъёма среди крылатых летательных аппаратов без реактивных двигателей — 29,5 км.
В 1990 году Эрик Раймонд завершил работу над своим детищем Sunseeker I, начатую в 1986 году. Sunseeker I пересёк США, потратив на это 21 полёт и 121 час в воздухе.

### 2000-е — наши дни

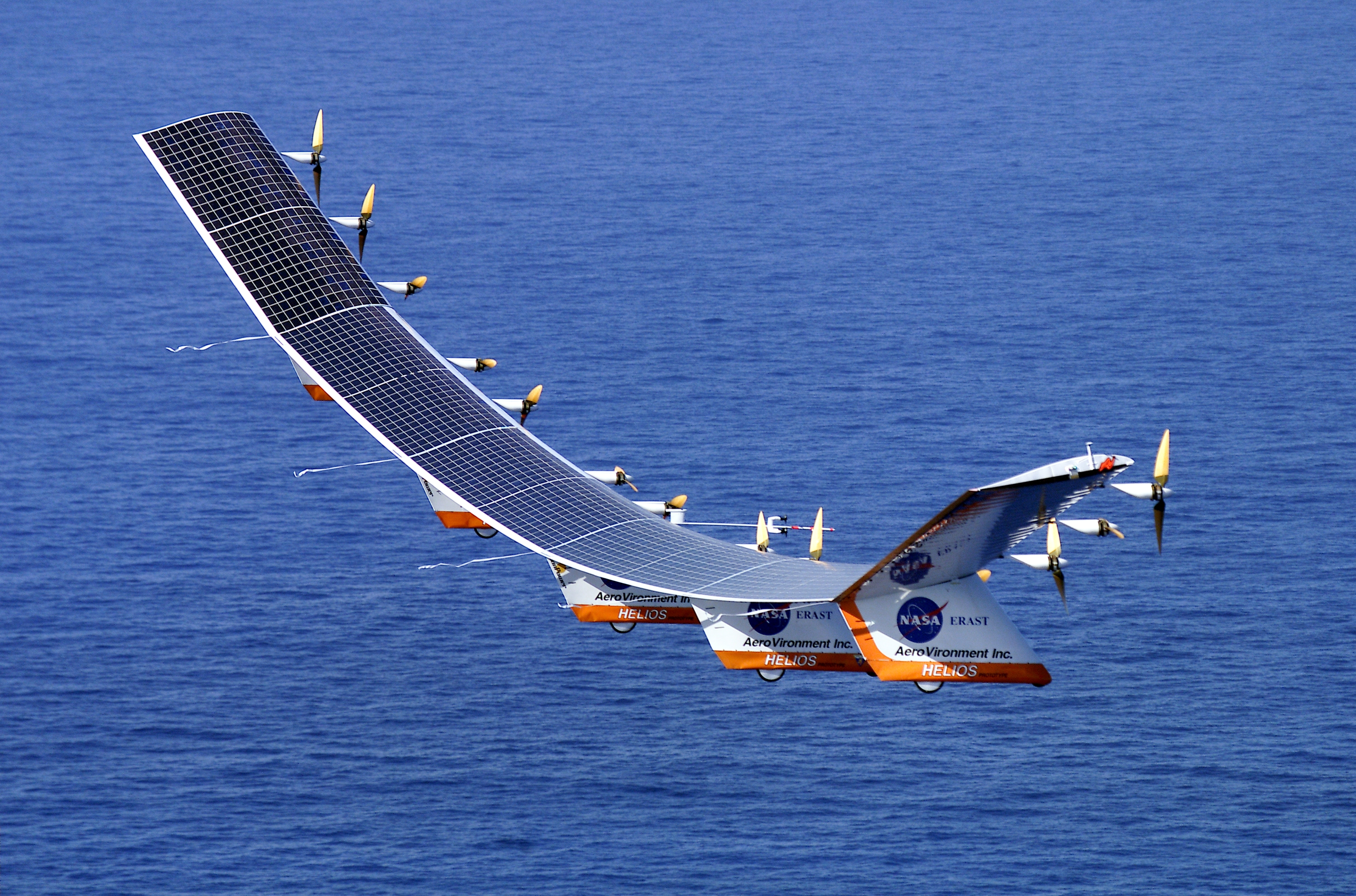
Беспилотному аппарату Helios принадлежит высотный рекорд для электрических самолётов — 29,5 км

Существенный рывок эта область самолётостроения получила в конце 1990-х — начале 2000-х, когда созданием электросамолётов заинтересовались частные фирмы. Среди причин, способствовавших развитию нового типа самолётов, стало повышение требований к защите окружающей среды, появление современных ёмких аккумуляторов, а также лёгких и прочных материалов. Помимо прочего, электрические самолёты отличает низкий уровень шума, что может быть хорошим преимуществом при выполнении разведывательных операций.
Британский беспилотный летательный аппарат QinetiQ Zephyr с питанием от солнечных батарей в 2010 году установил мировой рекорд длительности полёта БПЛА, пробыв в воздухе две недели.
20 июля 2012 года Long-ESA установил рекорд скорости для самолётов с электродвигателем, разогнавшись во время испытания до 326 км/ч.
Швейцарский самолёт Solar Impulse, находящийся в проектной стадии, возможно, станет первым в мире пилотируемым самолётом, способным неограниченно долго летать за счёт энергии Солнца. В 2015 на самолёте «Solar Impulse 2» планировалось совершить кругосветный полёт (с промежуточными посадками). Из-за технических проблем полёт прервался в июле 2015 года на Гавайских островах и завершился в июле 2016 года.
В июле 2014 года на авиасалоне в Ле-Бурже представлен самолёт Airbus E-FAN, проектируемый как тренировочный самолёт, способный выполнять фигуры высшего пилотажа.
28 июня 2016 года компания Facebook провела пробный запуск беспилотного самолёта Aquila на солнечных батареях, предназначенного для раздачи интернета жителям труднодоступных районов. По словам Марка Цукерберга, подобные аппараты смогут проводить в полёте до нескольких месяцев на высоте 18 километров. В планах компании создать целый флот из подобных беспилотников.
4 июля 2016 года компания «Siemens» провела пробный запуск электрического самолёта EXTRA 330LE.
2020: крупнейший коммерческий самолёт на полностью электрической тяге совершил успешный испытательный полёт (инженеры из компаний «Magnix» и «Harbour Air» оснастили электродвигателем самолёт Cessna Grand Caravan 208B).
Airbus заявила, что у компании существуют планы развития региональных коммерческих самолётов в ближайшем будущем.
Имеются проекты по созданию электрических самолётов в Канаде, Германии, Китае и других странах.
Норвегия к 2040 году планирует перейти на электрическую авиацию.
В Исландии и Швеции планируют перейти на электросамолёты.

## Производство
Первым серийным электрическим летательным аппаратом, появившимся в продаже, стал одноместный планёр Alisport Silent Club (1997). Приводился в движение двигателем мощностью 13 кВт.
С мая 2015 словенский производитель Pipistrel выпускает модель Alpha Electro — двухместный полностью электрический самолёт, предназначенный для обучения.
Американская компания Bye Aerospace из Колорадо приступила к поставкам[когда?] (2020?) своего двухместного электрического самолёта eFlyer 2. Также она объявила о завершении проекта восьмиместного электросамолёта с одним или двумя пилотами eFlyer 800, он будет выпущен в 2027 году, заказы на него уже принимаются.

## Будущие модели
Основным направлением развития будет увеличение доли электроэнергии в энергопотреблении самолёта за счёт её использования в системах двигательного привода шасси для наземного руления, кондиционирования, запуска двигателя и т. д.
Вероятно создание гибридных самолётов по аналогии с гибридными автомобилями, где для взлёта может применяться один тип двигателей, а для полёта — другой.